# Rafael Shafrir

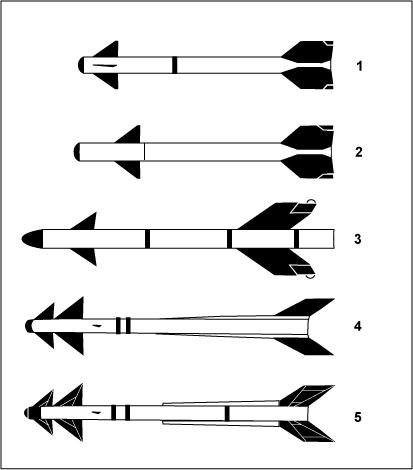
Les différentes versions
Shafrir 1
Shafrir 2
Python 3
Python 4
Python 5

Le Shafrir est un missile israélien air-air courte portée à guidage infrarouge, développé par la firme Rafael (Rafael Advanced Defense Systems).
Il fut le premier missile air-air développé et conçu en Israël. Il servit de base, par la suite, au missile Python.

## Historique
Le Shafrir fut surtout développé entre 1954 et 1963 afin de réduire la dépendance d'approvisionnement d'armes et bâtir une industrie de défense locale.
L’embargo, qui fut imposé par la France en 1969, justifia cette politique.

## Shafrir 1
Les premiers tests eurent lieu sur un Mirage III en France en 1963.
La première version du Shafrir était tellement peu fiable que dès sa mise en service, Rafael développa immédiatement la version 2.
Le Shafrir 1 n'a jamais vraiment été opérationnel. Dans les rares occasions de tir, surtout après la guerre des Six Jours, le missile ratait sa cible.
Les pilotes l'avaient surnommé le « bidon » car dans la plupart des cas, après avoir quitté l'avion lanceur, il tombait comme un bidon.

### Caractéristiques
- Longueur : 2,50 m
- Envergure : 55 cm
- Diamètre : 14 cm
- Poids : 65 kg
- Guidage : infrarouge
- Portée : 5 km
- Charge : 11 kg
- Vitesse : Mach 2

## Shafrir 2
Au vu des faibles performances du Shafrir 1, Rafael développa en 1969 une version améliorée, le Shafrir 2.
Les modifications les plus importantes portèrent sur l'auto-directeur infrarouge, une meilleure liaison avion-missile, plus une simplification des différents mécanismes, et en firent un missile plus lourd.
Ce missile, employé pendant la guerre du Kippour, fut le plus mortel des missiles air-air dans ce conflit (89 avions abattus). D'autres sources donnent le chiffre de plus de 200 appareils abattus pendant la guerre du Kippour.
Les versions suivantes du Shafrir 2 ont été développées sous le nom de Python. Ces missiles Python ont servi de base au développement du missile Derby à guidage semi-actif.
Le Shafrir 2 a été exporté dans plusieurs pays. Plus de huit mille Shafrir 1 et 2 ont été construits.

### Caractéristiques
- Longueur : 2,50 m
- Envergure : 55 cm
- Diamètre : 15 cm
- Poids : 93 kg
- Guidage : infrarouge
- Portée : min. 600 m - max. 6 400 m
- Charge : 11 kg

## Utilisateurs
Shafrir 2
- Afrique du Sud
- Argentine
- Chili
- Colombie
- Équateur
- Honduras
- Israël
- Salvador
- Taïwan
- Turquie

## Sources
- Encyclopédie - Les Combats d'Israël